# Katie Sellová
Kathleen Sellová (* 2. února 1988) je bývalá americká zápasnice – judistka.

## Sportovní kariéra
S judem začínala v 6 letech v Oshkoshi ve státě Wisconsin. Vrcholově se připravovala v Colorado Springs v olympijském tréninkovém centru pod vedením Eda Liddieho. V americké ženské reprezentaci se pohybovala od roku 2008 ve střední váze do 70 kg. V roce 2012 a 2016 se olympijské hry nekvalifikovala.

### Vítězství na mezinárodních turnajích
- 2010 - 1x světový pohár (Apia)

## Výsledky
| Turnaj                  | 2009         | 2010         | 2011         | 2012         | 2013         | 2014         | 2015         | 2016         |
| Turnaj                  | 21           | 22           | 23           | 24           | 25           | 26           | 27           | 28           |
| Turnaj                  | střední váha | střední váha | střední váha | střední váha | střední váha | střední váha | střední váha | střední váha |
| ----------------------- | ------------ | ------------ | ------------ | ------------ | ------------ | ------------ | ------------ | ------------ |
| Olympijské hry          |              |              |              | —            |              |              |              | —            |
| Mistrovství světa       | úč.          | úč.          | úč.          |              | úč.          | —            | úč.          |              |
| Panamerické hry         |              |              | 5.           |              |              |              | 7.           |              |
| Panamerické mistrovství | 7.           | 7.           | 5.           | 7.           | úč.          | 7.           | 7.           | úč.          |